# Bauhaus en zijn sites in Weimar, Dessau en Bernau
Bauhaus en zijn sites in Weimar, Dessau en Bernau werden ingeschreven op de Unesco-Werelderfgoedlijst in 1996 en 2017. Het gaat om Bauhaus-gebouwen in Weimar (Haus am Horn, en het Kunstschulgebäude en de Kunstgewerbeschule door Henry Van de Velde), Dessau (Bauhausgebouw, 7 Meisterhäuser en 5 Laubenganghäuser) en (sinds 2017) Bernau bei Berlin (ADGB-Bundesschule).
Dom van Aken · Abdij en Altenmünster van Lorsch · Slot Augustusburg en slot Falkenlust in Brühl · Bamberg · Bauhaus en zijn sites in Weimar, Dessau en Bernau · Klassiek Weimar · Fagusfabriek · Rammelsbergmijnen en historische stad Goslar · Dom van Keulen · Hanzestad Lübeck · Luthergedenkplaatsen in Eisleben en Wittenberg · Abdij van Maulbronn · Groeve Messel · Fürst-Pückler-Park Bad Muskau · Kloostereiland Reichenau · Museuminsel in Berlijn · Parklandschap Dessau-Wörlitz · Stiftskerk, kasteel en historisch centrum van Quedlinburg · Bedevaartskerk van Wies · Historisch centrum van Regensburg met Stadtamhof · Romeinse monumenten, Dom en Onze-Lieve-Vrouwekerk in Trier · Oude en voorhistorische beukenbossen van de Karpaten en andere regio's van Europa · Paleizen en parken van Potsdam en Berlijn · Michaeliskirche en Dom van Hildesheim · Dom van Speyer · Historisch centrum van Stralsund en Wismar · Stadhuis en Rolandstandbeeld van Bremen · Grenzen van het Romeinse Rijk: Opper-Germaans-Raetische limes · Bovenloop van het Midden-Rijndal · IJzersmelterij van Völklingen · Kasteel Wartburg · Residentie van Würzburg · Kolenmijn en industriecomplex Zeche Zollverein in Essen · Modernistische woonwijken in Berlijn · Waddenzee · Prehistorische paalwoningen in de Alpen · Markgrafelijk Operahuis in Bayreuth · Bergpark Wilhelmshöhe · Karolingisch westwerk en Civitas Corvey · Speicherstadt en het Kontorhausviertel met het Chilehaus in Hamburg · Architecturaal werk van Le Corbusier (Weißenhofsiedlung) · Grotten en kunst uit de ijstijd in de Zwabische Jura · Archeologisch grenslandschap van Hedeby en de Danevirke · Dom van Naumburg ·  Mijnstreek Erzgebirge/Krušnohoří · Waterbeheersysteem van Augsburg · Historische kuuroorden van Europa (Bad Ems, Baden-Baden en Bad Kissingen) · Mathildenhöhe Darmstadt · Grenzen van het Romeinse Rijk - De Neder-Germaanse limes · ShUM-sites van Speyer, Worms en Mainz · Grenzen van het Romeinse Rijk - De Donaulimes (Westelijk gedeelte)  · Joods-middeleeuws erfgoed van Erfurt · Complex van de residentie van Schwerin · Moravische kerknederzettingen (Herrnhut)